# 新加坡貓
新加坡貓又被稱為獅城貓，Singapura是马来语对新加坡的称呼，这是体型最小的猫品种。有的體重甚至只有兩公斤左右。又名陰溝貓、下水道貓，因早期這種貓在原產地新加坡并不受歡迎，常被迫寄居在下水道中，故得此名。也由于生活環境惡劣的關係，而導致其體形嬌小。1975年，新加坡貓才被帶入美國，從此為世界各國所識，成為了重要的寵物貓品種。

## 歷史
起初，这种猫在其發源地并未受到重视，1970年代初期，1971年，在东南亚工作的地球物理学家Hal把一些當地的原生猫送给住在美国的Tommy Meadow进行繁育，1974年，Hal调往新加坡工作，随她前往新加坡的，还有一只蓝色缅甸猫、一只绝育的紫色缅甸猫，以及三只她曾送给Tommy的猫的后代，直到1975年，Hal带着五只小猫返回美国，根据记录，1980年时还有一只名叫“智子”（Chiko）的小猫被Barbara Gilbertson从新加坡爱护动物协会（SPCA）进口到美国。
Hal返回美国后，Tommy Meadow在英国遗传学专家的咨询指导下开始了獅城貓品种的繁育计划。直到1985年，他们成功的获得了通体棕色的小猫，并确认一些狮城猫携带着纯色的隐性基因。育种者随即尝试一种测试性的交配程序以确定携带纯色基因的种猫，但直到1988年，只有7只猫被确认并被作为宠物饲养。
1987年，一位名为Gerry Mayes的狮城猫饲养者前往新加坡寻找到更多的原生猫，并将其带到美国在國際貓協會（TICA）注册，如今这一品种依然十分罕见，但育种者和宠物主人仍然在专注于该品种的培育。直到1991年，新加坡政府才将这种猫认可为“国猫”。

## 新加坡貓在新加坡
貓愛好者協會完成調查新加坡貓後，新加坡旅遊促進局

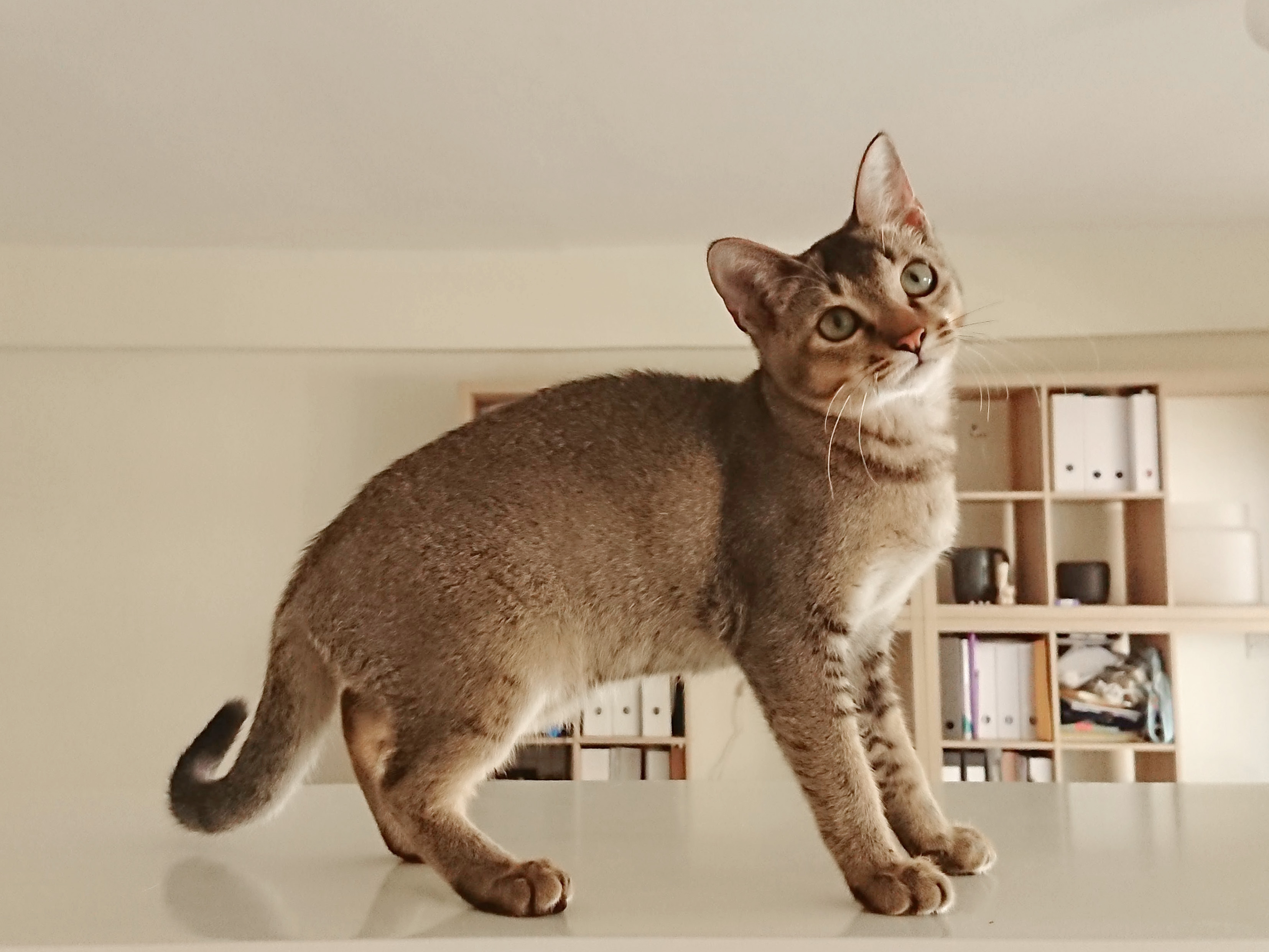
普通新加坡下水道貓

決定使用該品種（以「Kucinta」為名進行廣告宣傳）作為旅遊吉祥物。「Kucinta」一名來自馬來語「kucing」（貓）和「cinta」（愛）拼合而成，取自命名比賽的勝出提案。順帶一提，「Kucinta」在馬來語中也意味著「我愛的人」。新加坡河邊亦有新加坡貓雕塑。

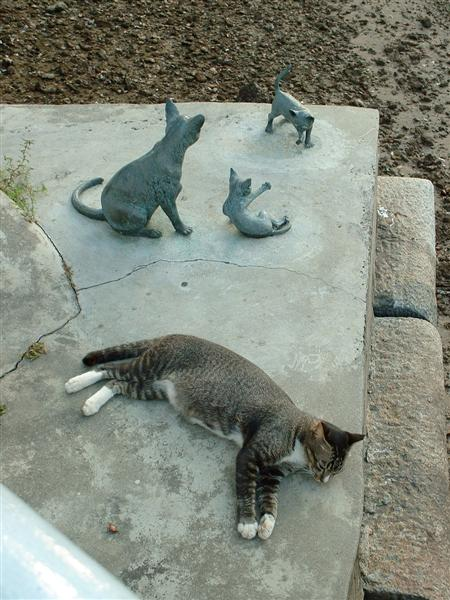
新加坡河邊新加坡貓雕塑旁一隻當地棕色虎斑貓

雖然偶爾可以看到帶有打勾外毛的棕色貓，但幾乎沒有多少貓像新加坡貓，大多數是短尾虎斑貓、玳瑁貓或雙色貓，而當地人認為新加坡旅遊促進局的舉動是基於當時遊客所選品種受歡迎程度而作廣告調整。
2004年，新加坡動物園舉辦過新加坡貓臨時展覽，以慶祝第39屆新加坡國慶日。四隻新加坡貓獲主人借出參加該活動。